# Perlinae
Perlinae es una subfamilia de insectos plecópteros de la familia Perlidae. Comprende las siguientes tribus.

## Tribus
- Claasseniini Sivec, Stark & Uchida, 1988
- Neoperlini Vaught & Stewart, 1974
- Perlini Latreille, 1802
- Helenoperla Sivec, 1997
- Perlisca N. D. Sinichenkova, 1985 †